# Tevanti
Tevanti är en sjö i kommunen Gustav Adolfs i landskapet Päijänne-Tavastland i Finland. Arean är 43 hektar och strandlinjen är 5,2 kilometer lång. Sjön  ingår i Kymmene älvs huvudavrinningsområde.   Den ligger omkring 57 km norr om Lahtis och omkring 150 km norr om Helsingfors. 